# Andrea Chénier

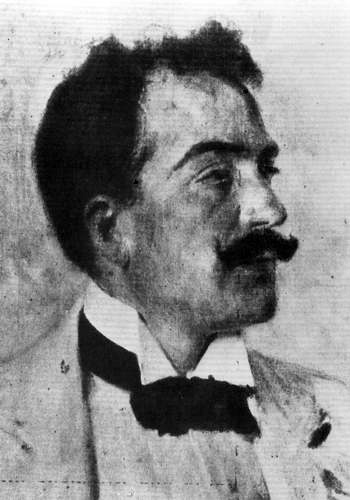
Umberto Giordano

Andrea Chénier is een opera geschreven door Umberto Giordano. Het libretto is van de hand van Luigi Illica.
Het verhaal is geïnspireerd op het leven van de Franse dichter André Chénier die tijdens de terreurperiode van de Franse Revolutie werd geëxecuteerd. De eerste uitvoering vond plaats in Teatro alla Scala te Milaan op 28 maart 1896

## Synopsis
Andrea Chénier bestaat uit vier akten.
- De eerste akte speelt nog voor het uitbreken van de Franse Revolutie. Andrea Chénier wordt gevraagd om als dichter op te treden tijdens een adellijk feest. Maddalena, de dochter van de gravin, flirt met hem. Chénier is echter geschokt door alle decadentie en draagt een gedicht voor waarin hij het opneemt voor de armen. Nu ontstaat een kleine opstand onder het bedienend personeel, geleid door Gerard. Chénier wordt samen met een aantal bedienden weggestuurd.
- De tweede akte speelt in Parijs. Chénier, Gerard en Maddalena treffen elkaar in Parijs. De twee mannen zwaardvechten om Maddalena en Gerard raakt gewond. Maddalena en Chénier vluchten vervolgens weg.
- De derde akte gaat over het Revolutionaire tribunaal. Gerard leidt de rechtszaak tegen Chénier. Hij wordt ervan beschuldigd Maximilien de Robespierre (de bloeddorstige leider van de revolutie) beledigd te hebben. Chénier probeert zichzelf tevergeefs vrij te pleiten. Op de achtergrond is de Marseillaise te horen. .
- De vierde akte speelt in de Saint Lazare-gevangenis. Maddalena weet de bewakers om te kopen en Chénier op te zoeken in zijn cel. Even kunnen ze samen zijn. Samen proberen ze Robespierre nog één keer te overtuigen. Als dit niet lukt weet Maddalena de plek in te nemen van een veroordeelde vrouw zodat ze samen met haar geliefde kan sterven onder de guillotine.